# Rencontres d'Arles
Rencontres d’Arles (ranije Rencontres internationales de la photographie d’Arles) je godišnji ljetni festival fotografije kojeg su 1970. utemeljili arleški fotograf Lucien Clergue, pisac Michel Tournier i povjesničar Jean-Maurice Rouquette.
Festival Rencontres d’Arles ima međunarodni utjecaj pokazujući materijal koji u javnosti još nije prikazan. Godine 2015. festival je posjetilo 93.000 ljudi.
Specijalno dizajnirane izložbe, često organizirane u suradnji s francuskim i stranim muzejima i institucijama, odvijaju se na nekoliko povijesnih lokaliteta. Neka mjesta, poput kapela iz 12. stoljeća i industrijska zdanja iz 19. stoljeća, otvorene su za javnost za trajanja festivala.
Rencontres d’Arles je otkrio mnoge fotografe, potvrđujući svoje značenje kao odskočna daska za fotografiju i suvremenu kreativnost.
Posljednjih godina na festival su pozvani mnogi gostujući kustosi, poput Martina Parra 2004., Raymonda Depardona 2006. i modnog dizajnera Christiana Lacroixa, rođenog Arležanina.

## Vanjske poveznice
- Rencontres d'Arles (službena stranica)
- Magnum Photos, Magnum Photos at Rencontres d’Arles 2018  Arhivirana inačica izvorne stranice od 24. studenoga 2018. (Wayback Machine), srpanj 2018.
- Šimić, S., Prvi festival fotografije  Arhivirana inačica izvorne stranice od 24. studenoga 2018. (Wayback Machine), 29. svibnja 2010.